# Konstamonitou

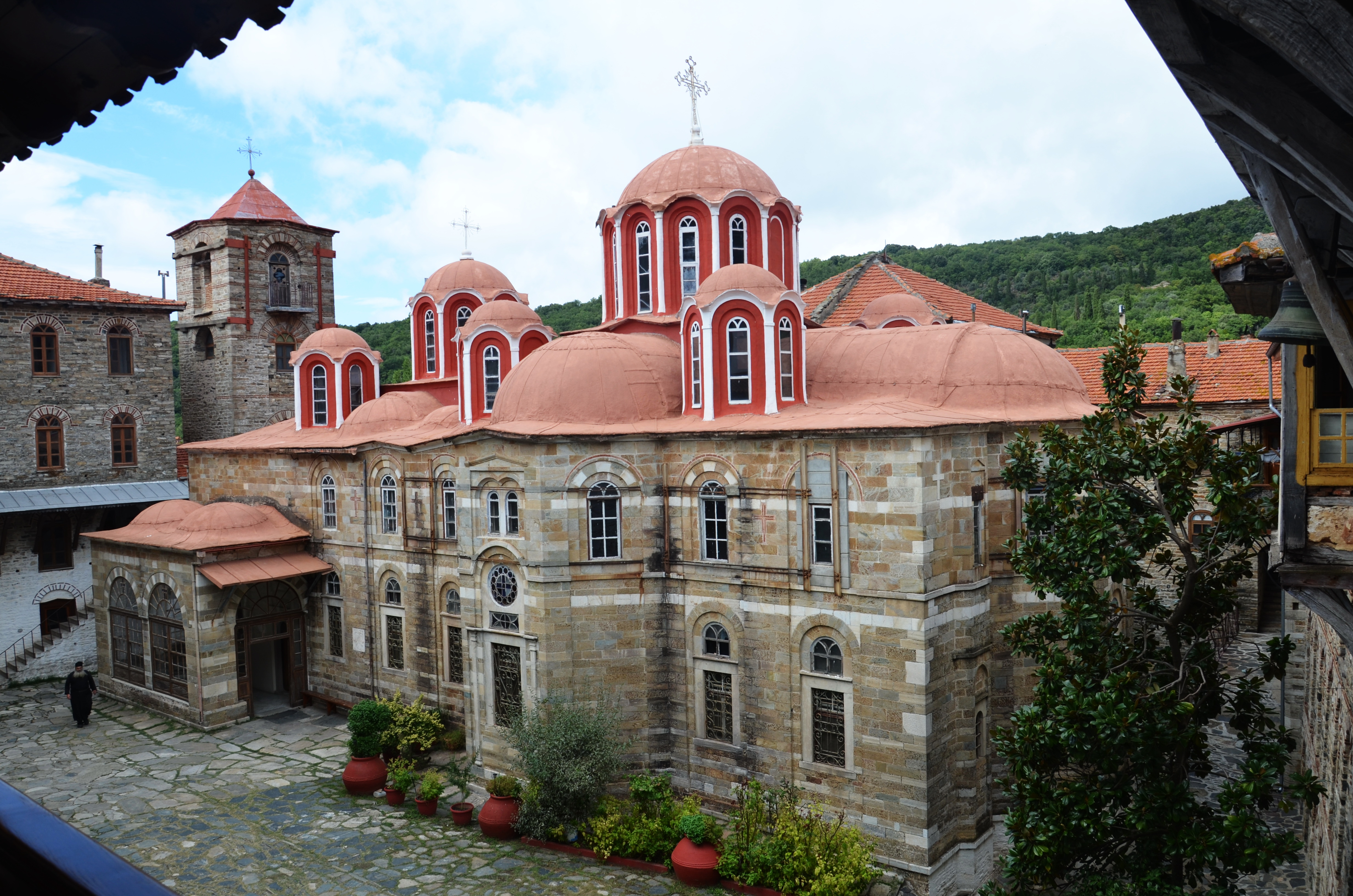
Kloster Konstamonitu

Moni Konstamonitu (griechisch Μονή Κασταμονίτου) ist ein orthodoxes Kloster auf der Halbinsel Athos in Griechenland. Es liegt in einem flachen Hochtal im Nordwesten der Insel und nimmt in der Rangordnung den letzten Platz unter den 20 Athos-Klöstern ein.

## Geschichte
Das Kloster wurde im Jahre 1051 zum ersten Mal erwähnt. Da jedoch fast alle schriftlichen Dokumente verloren gingen, ist nicht viel mehr über seine frühe Geschichte bekannt. Während des Mittelalters führte das Kloster nur ein bescheidenes Dasein und spielte für die Geschicke der Mönchsrepublik kaum eine Rolle. Nachdem große Teile des Gebäudes in den 1420er Jahren bei einem Brand zerstört wurden, konnte das Gemäuer, dank der Spenden eines serbischen Generals, wiedererrichtet werden. Dies läutete den Beginn einer Blütezeit ein, in der sich vor allem slawische Mönche auf dem Gebiet niederließen. Im 16. Jahrhundert geriet das Kloster in finanzielle Schwierigkeiten, dann folgte ein zweiter Brand, der den Verfall des Gebäudes zur Folge hatte. Auf Initiative des Patriarchen von Konstantinopel wurde das Kloster im 19. Jahrhundert wiederhergestellt, geriet aber bald wieder in finanzielle Probleme.
Die Anzahl der Mönche, die im Jahre 1903 noch 65 betrug, ging im Laufe des 20. Jahrhunderts stark zurück und erreichte im Jahre 1978 mit nur noch 16 aktiven Mönchen ihren Tiefpunkt. Seitdem stieg die Anzahl wieder, sodass zur Jahrtausendwende wieder 26 Mönche im Dienste des Klosters standen.

## Namenslegende
Der heutige Name des Klosters Konstamonitu gründet auf einer alten Legende. Mittelalterliche Textquellen sind sich einig, dass zu der Zeit nur ein Kloster namens Kastamonitu, das „Kloster des Mannes aus Kastamon“ existierte. Der heutige Name des Klosters soll hingegen bezeugen, dass die Ursprünge der Anlage schon auf Constans, den Sohn des Konstantin des Großen, zurückgehen.